# Isaac White
Isaac Lewis White (Adelaide, 22 giugno 1998) è un cestista australiano.

## Carriera
Con l'Australia ha disputato le Universiadi di Napoli 2019.